# 戴尔县 (亚拉巴马州)
戴尔县（英語：Dale County）是位于美国亚拉巴马州东南部的一个县，县治欧扎克。根据美国人口普查局2020年统计，共有人口49,326人；其中白人約占74.4%、非裔占20.4%、亞裔占1.1%。